# Jimmy Neutron
Pour les articles homonymes, voir Jimmy et Neutron (homonymie).
Planet Sheen
Jimmy Neutron (The Adventures of Jimmy Neutron, Boy Genius) est une série télévisée d'animation américaine en 58 épisodes de 25 minutes, créée par John A. Davis d'après le film Jimmy Neutron, un garçon génial (2001), et diffusée entre le 20 juillet 2002 et le 25 novembre 2006 sur Nickelodeon.
En France, elle a été diffusée du 8 janvier 2003 au 28 mars 2007 dans TF! sur TF1 et a été diffusée sur Canal J jusqu'en 2007 et au Québec à partir du 2 mars 2003 sur VRAK.TV,. Depuis fin 2021, elle est rediffusée sur la plateforme en ligne Pluto TV.

## Synopsis
La série raconte les aventures d'un jeune garçon surdoué vivant dans la ville fictive de Rétroville, nommé James « Jimmy » Isaac Neutron. Celui-ci est également un grand inventeur, cependant ses créations géniales lui causent souvent des ennuis. Une des expressions favorites de Jimmy est « cerveau en éruption » que celui-ci exprime lorsqu'il arrive à trouver la solution à un problème compliqué. Jimmy trouve souvent la solution lorsque la situation est critique, que ses précédents plans ont échoué et que le suspense de l'épisode est à son apogée ; on peut alors voir les images de différentes idées liées à l'épisode traversant son esprit et, en analysant ces dernières, il parvient en général à trouver une réponse à son problème.

## Fiche technique
- Titre original : The Adventures of Jimmy Neutron, Boy Genius
- Titre français : Jimmy Neutron
- Création : John A. Davis
- Réalisation : Keith Alcorn, John A. Davis et Mike Gasaway
- Scénario : Steve Oedekerk, Gene Grillo, Butch Hartman, Jed Spingarn et Darwin Vickers
- Animation : DNA Productions en utilisant le logiciel 3D LightWave
- Effets spéciaux : Troy Griffin
- Musique : Charlie Brissette
- Production : Keith Alcorn, Steve Oedekerk et Gina Shay ; Albie Hecht et Julia Pistor (exécutifs)
- Société de production : O Entertainment, DNA Production, Nickelodeon Productions, Paramount Television
- Société de distribution : CBS Television Distribution
- Pays :  États-Unis
- Langue originale : anglais
- Format : Couleur
- Genre : Animation, science-fiction
- Durée : 25 minutes
- Nombre d'épisodes : 58 (3 saisons)
- Dates de première diffusion :
  -  États-Unis : 20 juillet 2002
  -  Canada : 2 septembre 2002 sur YTV[3]
  -  France : 8 janvier 2003
  -  Québec : 2 mars 2003

## Distribution

### Voix originales
- Debi Derryberry : Jimmy Neutron
- Megan Cavanagh (en) : Judy Neutron
- Jeffrey Garcia (en) : Sheen Estevez
- Rob Paulsen : Carl Wheezer
- Carolyn Lawrence : Cindy Vortex
- Mark DeCarlo : Hugh Neutron

### Voix françaises
- Galilée Herson-Macarel puis Kevin Sommier : Jimmy Neutron
- Emmanuel Curtil : Hugh Neutron / Chanteur du générique / voix additionnelles
- Sophie Riffont : Judy Neutron
- Donald Reignoux : Carl Wheezer / Ebenezer Wheezer
- Axel Kiener : Sheen Estevez
- Fily Keita : Libby Folfax / voix additionnelles
- Lucile Boulanger : Cindy Vortex / Timmy Turner (Duel Jimmy Timmy)
- Véronique Augereau : Miss Fowl / Mamie Neutron
- Patrice Baudrier : le principal Willoughby / le professeur Calamité
- Patrick Mancini : Pompoko
- Tony Marot : Nick Dean / Eustache / Frébot
- Dimitri Rougeul puis Tony Marot : Bolbi
- Serge Faliu : Jet Fusion / Sam
- Christophe Lemoine puis Donald Reignoux : Butch
- Philippe Peythieu : Roi Goobot
- Pierre Tessier : Ooblar
- Marc Saez : Skeet
- Fabrice Josso : Cosmo
- Magali Rosenzweig : Wanda
- Françoise Blanchard : Nissa ("Cours ! Jimmy cours !")
- Tony Joudrier : voix additionnelles
- Sylvie Jacob : voix additionnelles

- Version française
  - Studio de doublage : Dôme Productions
  - Direction artistique : Françoise Blanchard et Véronique Augereau
  - Adaptation : Galia Prate

 Source et légende : version française (VF) sur RS Doublage et Planète Jeunesse

## Épisodes
| Saison | Saison   | Épisodes | États-Unis       | États-Unis        |
| Saison | Saison   | Épisodes | Début de saison  | Fin de saison     |
| ------ | -------- | -------- | ---------------- | ----------------- |
|        | Pilotes  | 2        | 7 septembre 1998 | 21 décembre 2001  |
|        | 1        | 19       | 19 juillet 2002  | 19 septembre 2003 |
|        | 2        | 18       | 1er août 2003    | 9 juillet 2004    |
|        | 3        | 21       | 11 novembre 2004 | 25 novembre 2006  |
|        | Spéciale | 3        | 7 mai 2004       | 21 juillet 2006   |

### Première saison (2002-2003)
1. L'attaque des pantalons (When Pant Attack)
2. Un garçon ordinaire / Le meilleur vendeur (Normal Boy / Birth of a Salesman)
3. Frébot / Le voyage dans le temps (Brobot / The Big Pinch)
4. Le bébé qui parle / L'Encyclopédie (Granny Baby / Time is Money)
5. Dans tes rêves / A la recherche de Bobo le rouge (Raise the Oozy Scab / I Dream of Jimmy)
6. La guerre du rock / Jimmy sur glace (Jimmy on Ice / Battle of the Bands)
7. Cours ! Jimmy cours ! / Le transfert (See Jimmy Run / Trading Faces)
8. Le Fantôme de Rétroville / Jimmy, le hamster (Phantom of Retroland / My Son, the Hamsterhall)
9. Le surveillant général / Hypnose (Hall Monster / Hypno Birthday To You)
10. Les bons bonbons / L'attaque de mademoiselle Fowl (Krunch Time / Substititute Creature)
11. La sécurité avant tout / Sherlock Jimmy (Safety First / Crime Sheen Investigation)
12. Voyage au centre de Carl / AAAh ! La nature (Journey to the Center of Carl / Aaughh!! Wilderness!!)
13. C'est la fête chez les Neutron / Ultra Sheen (Party at Neutron's / Ultra Sheen)
14. Les aléas du direct / Professeur Calamité, je présume (Broadcast Blues / Professor Calamitous, I Presume)
15. Ovoïde invasion partie 1 (The Eggpire Strikes Back) (en quatre parties)[Note 1]
16. Ovoïde invasion partie 2 (The Eggpire Strikes Back)
17. Olym-pique nique / Nuit blanche à Rétroville (Maximum Hugh / Sleepless in Retroville)
18. Papa Cool (Make Room for Daddy-O)
19. La Rubie Manie (A Beautiful Mine)
20. Le fond de l'ère effraie (Sorry, Wrong Era)

### Deuxième saison (2003-2004)
1. Cap sur l'Égypte (Beach Party Mummy)
2. Les 9 de Rétroville / Les jeunes ronchons (The Retroville 9 / Grumpy Young Men)
3. Il faut sauver l'agent Jet Fusion (Operation Rescue Jet fusion) (en quatre parties)[Note 2]
4. Cauchemar à Rétroville (Nightmare in Retroville)
5. La chasse aux monstres / Jimmy président (Monster Hunt / Jimmy for President)
6. Le retour des microrobots (Return of the Nanobots)
7. Un super Noël (Holly Jolly Jimmy)
8. De l'amour dans l'air (Love Potion 976/J)
9. Sheen prend la grosse tête (Sheen's Brain)
10. Maternotron a toujours raison / Envoyez les clones (MaternoTron Knows Best / Send in the Clones)
11. Qui vole un œuf vole un œuf / Querelle (The Great Egg Heist / The Feud)
12. Les feux de la rampe (Out, Darn Spotlight)
13. Sauvez Frébot (The Junkman Cometh)
14. Une partie de rodéo / La foire aux grosses têtes (Foul Bull / The Science Fair Affair)
15. Au boulot (Men at Work)
16. L'escalade / Les fils à papa (The Mighty Wheezers / Billion Dollar Boy)
17. La pierre de l'espace partie 1 (Win, Lose and Kaboom) (Premier téléfilm divisé en six parties)
18. La pierre de l'espace partie 2 (Win, Lose and Kaboom)
19. La pierre de l'espace partie 3 (Win, Lose and Kaboom)

### Troisième saison (2004-2006)
1. L'attaque des Twonkies (Attack of the Twonkies)[Note 2]
2. L'attaque des Twonkies (Attack of the Twonkies)
3. Les N-Men (The N–Men)
4. Lumière, moteur, ça tourne ! (Lights! Camera! Danger!)
5. Déménagement (Fundemonium)
6. Sur l'île déserte ! (Stranded)
7. Jimmy entre à l'université (Jimmy Goes to College)
8. Des garçons plein d'avenir (The Tommorrow Boys)
9. La Ligue des vilains (The League of Villains)[Note 3]
10. La Ligue des vilains (The League of Villains)
11. C'est qui ta maman ? / Le cousin Eddy (Who's Your Mommy? / Clash of the Cousins)
12. Le mariage de super espion (My Big Fat Spy Wedding)
13. Kung Fu Sheen (Crouching Jimmy, Hidden Sheen)
14. Oh non j'ai rétrécit la ville (The Incredible Shrinking Town)
15. Le bonheur est en vous / Comme par magie (One of Us / Vanishing Act)
16. La malédiction du clone (The Trouble with Clones)
17. Le quadrangle des Bahamas / Carl Wheezer, un garçon génial (The Evil Beneath/ Carl Wheezer, Boy Genius)
18. Qui veut la peau de Jimmy Neutron ? / Flippy (Who Framed Jimmy Neutron ? / Flippy)
19. Les parents se rebellent / Journalistes en herbe (How to Sink a Sub / Lady Sings the News)
20. Le roi de la planète Mars (King of Mars)
21. El magnifico / Fais le beau (El Magnifico / Best in Show)

### Saison Spéciale (2004 - 2006)
1. Duel Jimmy Timmy (The Jimmy/Timmy Power Hour)[Note 4]
2. La Rencontre Jimmy Neutron contre Timmy Turner 2: La guerre des cerveaux (The Jimmy/Timmy Power Hour 2: When Nerds Collide)[Note 5]
3. La Rencontre de Jimmy Neutron contre Timmy Turner 3 : Adaptator (The Jimmy/Timmy Power Hour 3: The Jerkinators)[Note 6]

## Commentaires
- Le 10 septembre 1998 fut diffusé l'épisode pilote de la série nommé Runaway Rocketboy. Les graphismes sont plus rudimentaires, le générique est différent mais la musique restera la même. Le film utilisera de nombreuses scènes de cet épisode.
- Il s'agit de la première série en image de synthèse réalisée par le studio Nicktoons.
- Officiellement terminée le 21 juillet 2006, trois nouveaux épisodes ont été diffusés, le 17 novembre 2006, le 25 novembre 2006 et le 2 décembre 2006.
- Le téléfilm La Pierre de l'espace (Win, Lose and Kaboom, anciennement intitulé You Bet Your Life Form) a été diffusé sur Nickelodeon le 9 juillet 2004. Un second téléfilm, La Ligue des vilains (The League of Villains), a été diffusé le 19 juin 2005, toujours sur Nickelodeon et devait servir d'épisode final à la série.
- En 2004, le scénariste en chef Steven Banks a été nommé aux Writers Guild of America Awards pour l'épisode Operation: Rescue Jet Fusion.
- De courts épisodes de Jimmy Neutron ont été diffusés avant la sortie du film et peuvent être vus uniquement sur la chaîne Nicktoons, sur le site internet du film et sur les dernières versions du DVD du film.
- Dans Hypnose (saison 1, épisode 9), on peut constater dans la chambre de Carl qu'une NES est branchée à sa télévision.
- Dans l'épisode 13 de la saison 1, Ultra Sheen est écrit de la même façon que la marque de jeux vidéo Sega.
- L'épisode 15 de la première saison (The Eggpire Strikes Back) dure une heure et est la suite du film original.
- Dans l'épisode 4 de la saison 2, Cindy se déguise en « Muffy l'exterminatrice de vampires », une parodie de la série Buffy contre les vampires.
- Les épisodes 10 de la saison 2, 12 et 18 de la saison 3 constituent une trilogie d'épisodes crossover avec la série Mes parrains sont magiques où Jimmy Neutron et Timmy Turner s'affrontent.

## Spin-offPlanet Sheen
Un spin-off de la série intitulé Planet Sheen a démarré le 2 octobre 2010 aux États-Unis sur Nickelodeon puis le 3 septembre 2011 sur la même chaîne en France et le 3 janvier 2012 sur Canal+ Family. La série raconte les aventures de Sheen qui se retrouve sur la planète Zeenu, à quatre millions d'années-lumière de la Terre après avoir accidentellement mis en marche le vaisseau spatial de Jimmy Neutron.